# Diecéze Acrassus
Diecéze Acrassus je titulární diecéze římskokatolické církve.

## Historie
Acrassus v údolí Caico v dnešním Turecku, bylo starobylé biskupské sídlo nacházející se v římské provincii Lýdie. Byla sufragánnou arcidiecéze Sardy.
Diecéze je zapsána v Notitiae Episcopatuum konstantinopolského patriarchátu z 12. století.
Prvním známým biskupem je Patricus,  který se roku 451 zúčastnil Chalkedonského koncilu.
Někteří autoři jako Lequien, Darrouzès či Lamberz připisují tomu tu sídlí ještě dva biskupy jménem Constantinus.
Dnes je využívána jako titulární biskupské sídlo: v současnosti nemá svého titulárního biskupa.

## Seznam biskupů
- Patricus (zmíněn roku 451)
- Constantinus ? (zmíněn roku 787)
- Constantinus ? (zmíněn roku 879)

## Seznam titulárních biskupů
- Leopoldo A. Arcaira (1961– 1994)
- Djura Džudžar (2001–2018)